# Neuroleon villosus
Neuroleon villosus är en insektsart som först beskrevs av Navás 1914.  Neuroleon villosus ingår i släktet Neuroleon och familjen myrlejonsländor. Inga underarter finns listade i Catalogue of Life.